# Polygala senega
La polígala de Virginia (Polygala senega) es una especie de planta floral de la familia de las poligaláceas. Es nativa de Norteamérica, y se distribuye por el sur de Canadá y en el centro y el este de los Estados Unidos. Algunos nombres comunes en inglés son seneca snakeroot, senega snakeroot y senegaroot. Los nombres son en honor de los senecas, amerindios que usaban la raíz de la planta como remedio para la mordedura de serpiente.

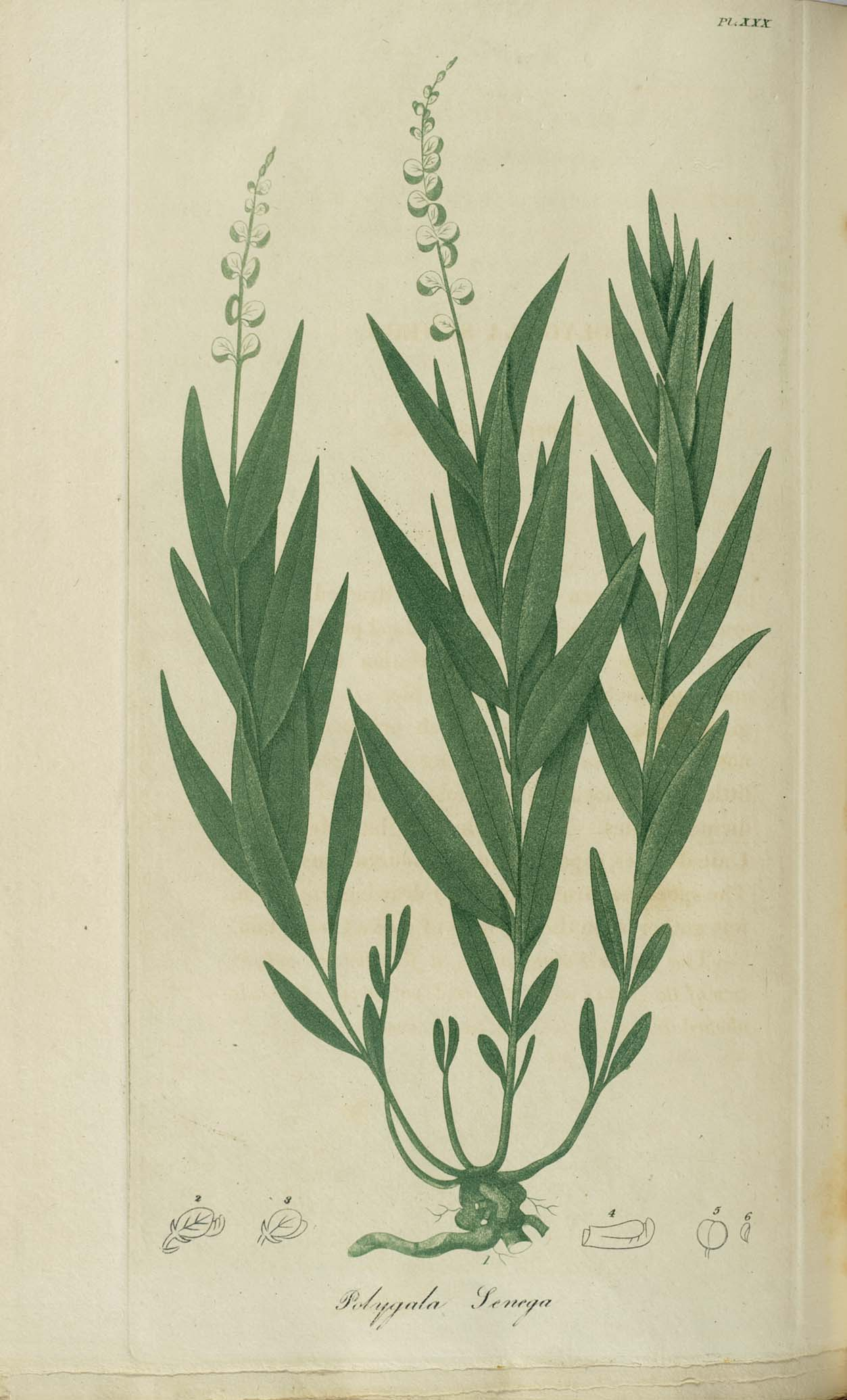
Ilustración

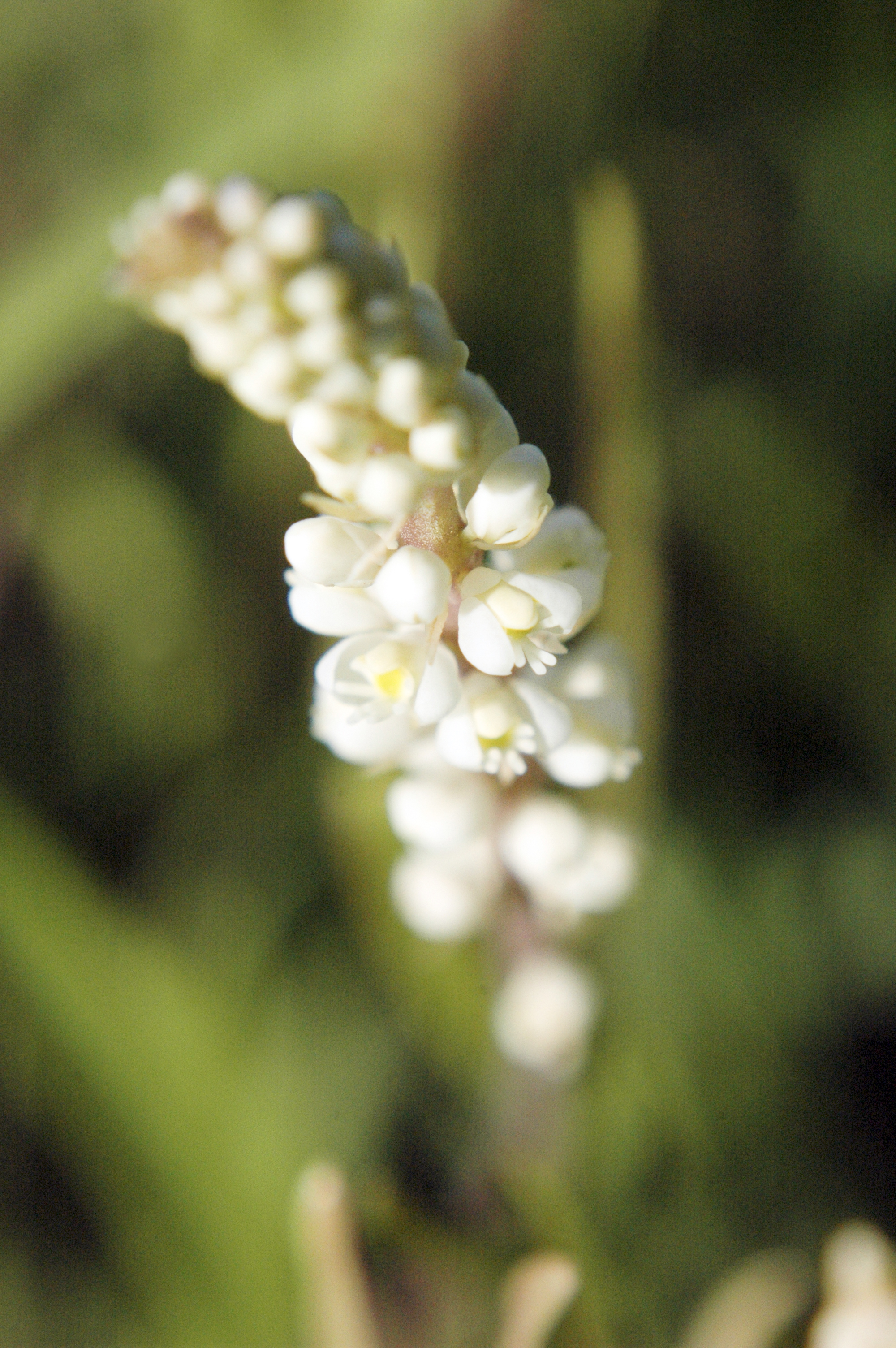
Inflorescencia

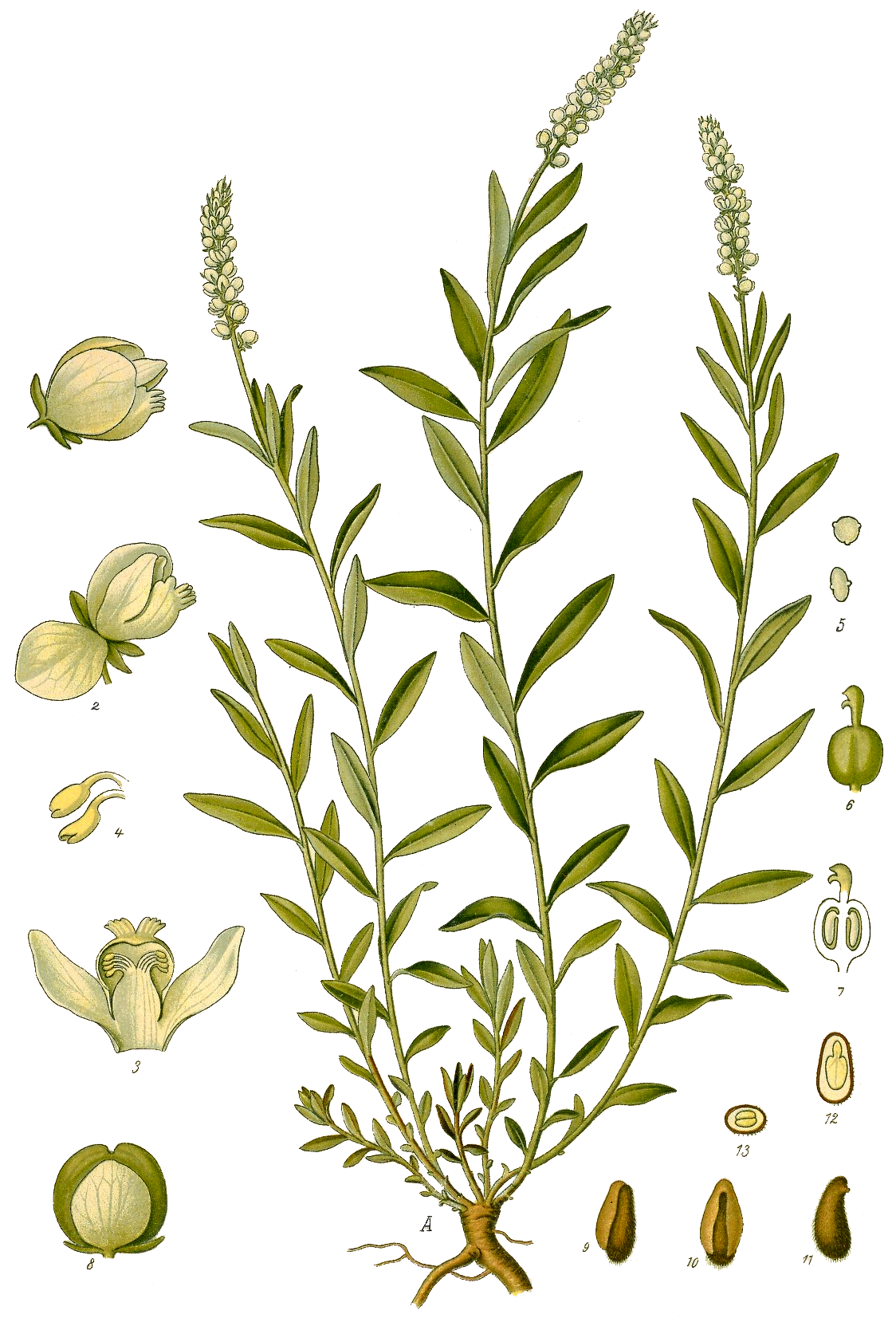
Ilustración

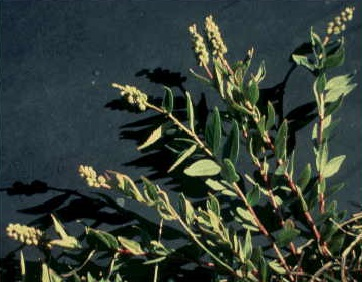
Hojas

## Descripción
Estas especies son hierbas perennes con multiplicidad de tallos sobre los 50 centímetros de altura. Los tallos son generalmente sin ramas, pero algunas plantas viejas pueden tener ramas en ellos. Una planta madura puede tener sobre 70 cm. creciendo con fuerza de raíces leñosas que se extienden horizontalmente. La forma de lanza las deja alternativamente arregladas.  Las partes bajas son reducidas y parecen escalas. La inflorescencia es un pico de flores blancas o verdosas. La fruta es una cápsula que contiene dos semillas negras peludas. La raíz es torcida y cónica, con un olor un poco como a gaultería y un sabor muy picante. Hay dos morfologías de raíz; una morfología norteña crece en Canadá y a través de Minnesota la cual tiene raíces largas con más de 15 centímetros de largo por 1,2 de ancho, es café oscura y a veces morada hacia la parte superior, y una morfología sureña encontrada en el suroeste de los Estados Unidos que tiene raíces más pequeñas y color amarillo-café.
Las plantas crecen en praderas, en bosques, costas húmedas y hábitats a la orilla de ríos. Crecen usualmente en suelos delgados, rocosos, y calcáreos. También crecen en hábitats perturbados, tales como bordes de carreteras. 

## Uso medicinal
Esta planta tuvo muchos usos entre los nativos americanos. Los Cherokees la usaban como expectorante y diurético, y para la inflamación, tos y resfriado común. Los Chippewa usaban preparaciones de la raíz para tratar convulsiones y hemorragias. Los Cree masticaban la raíz para aliviar dolores de garganta y de muelas. Los Seneca podrían haber sido inspirados a usar la tortuosa raíz para tratar mordeduras de serpiente cuando el botánico canadiense Frére Marie-Victorin la comparó a una cola de serpiente cascabel.  
La raíz fue exportada a Europa en el siglo XVIII y fue vendida extensamente por farmacéuticos hasta el siglo XIX. Fue comercializada como un tratamiento para la neumonía. Todavía está en uso como un remedio herbal. Es molida y hecha medicina, principalmente en remedios para afecciones respiratorias. Es añadida en jarabes para la tos, tés, pastillas y gárgaras. Es tóxica en grandes cantidades, y su sobredosis causa síntomas tales como diarrea y "vómito violento". La raíz hecha polvo puede ser estornudador (inductor de estornudos).  
El producto de la raíz es llamado Senegae Radix, RadixSenegae, o simplemente senega. Los componentes activos incluyen saponinas tales como senegina, además de ácidos fenólicos, derivados de sorbitol, poligalitol, sacarosa, salicilato de metilo (aceite de gaultería) y esteroles. La propiedad expectorante viene de la irritación de las membranas mucosas por las saponinas, las cuales causan un incremento en las secreciones respiratorias y disminuyen su viscosidad, generando una abundante tos.

## Intercambio comercial
La raíz tiene valor económico, así que es cultivada a pequeña escala, particularmente en Japón, India y Brasil. Hasta los años 60, Canadá fue el más grande exportador del producto, entonces la raíz era colectada en el medio silvestre. En la mayor parte de Saskatchewan y Manitoba, aún es cosechada del medio silvestre hoy en día, y tres cuartas partes del suministro mundial es tomado de los campos de la Región Entrelagos de Manitoba. Las personas nativas proveen la mayor cantidad de mano de obra, excavando las raíces y vendiéndolas a compañías farmacéuticas.
Hay interés en cambiar la planta en un cultivo agrícola factible, especialmente en Canadá. La sobrexplotación de las plantas nativas es una preocupación, y ha existido evidencia de sobre-cosechas en algunas áreas. En su pico en el año 1931, Canadá exportaba alrededor de 781,000 libras de raíz senega seca, la cual equivale a 2 millones de libras de planta fresca. Aún más fue suministrado al mercado local. Hoy cerca de 100,000 libras de plantas frescas son cosechadas anualmente del medio silvestre de Canadá. Los remedios herbales se han convertido en populares nuevamente, y la demanda de senega crece en un estimado de 5% anualmente. Los importadores más grandes del producto canadiense, a mediados de los 90's, eran Europa, Japón y los Estados Unidos.   
La gente Cree y Métis son los principales colectores de la planta silvestre. Ellos reportan haber ganado USD$3.50 por libra de raíz seca en 1993, y más de USD$7.00 por libra en 1998. Un reporte gubernamental hizo notar que el precio estaba entre USD$6.50-8.00 en 1995. La raíz seca se vendía en CAD$28,000 por tonelada en 1997. En 1999, una compañía vendía polvo de senega a granel a USD$18 la libra.   
En cultivos la planta puede ser propagada por semillas o tajos. Las semillas requieren dos meses de estratificación en frío antes de usar. Una planta toma 4 años para producir una raíz lo suficientemente larga para ser cosechada. Las raíces son desenterradas, lavadas y secadas, y cerca de 160 raíces producen un kilogramo de senega.   

## Conservación
La planta está distribuida extensamente en Canadá y no está considerada en peligro de extinción. En algunas prístinas y desoladas regiones las especies pueden ser comunes. En general, está experimentando una disminución a corto plazo de entre el 10 al 30%. Junto con la sobreexplotación, las plantas han experimentado pérdida de hábitat debido al sobre-pastoreo y la conversión de la tierra para uso urbano y agrícola.

## Taxonomía
Polygala senega fue descrita por  Carlos Linneo    y publicado en Species Plantarum 704. 1753.
Etimología
Polygala: nombre genérico que deriva del griego y significa
"mucha leche", ya que se pensaba que la planta servía para aumentar la producción de leche en el ganado.
senega: epíteto
Sinonimia
- Polygala albida Steud.
- Polygala rosea Steud.
- Polygala senega var. senega
- Senega officinalis Spach[4]